# 帕拉迪索

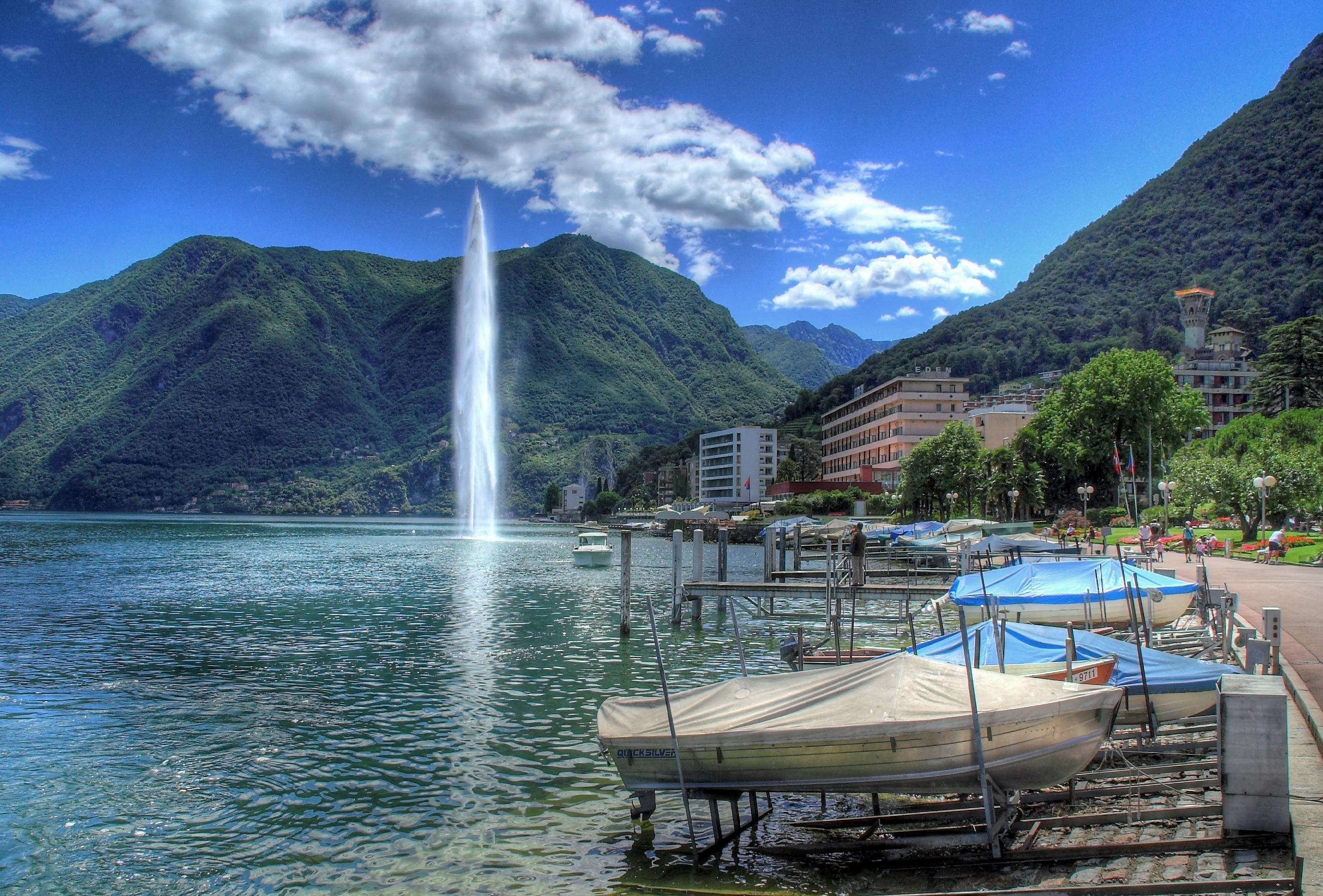

帕拉迪索是瑞士的城鎮，位於該國南部，由提契諾州負責管轄，面積0.89平方公里，海拔高度274米，2011年人口3,654，六成人口信奉羅馬天主教，人口密度每平方公里4,106人。

## 外部連結
- Official website （页面存档备份，存于） （意大利文）